# Мосендзи
Мосендзи — український рід литовського походження.
Зі спогадів Леоніда Мосендза відомо, що за легендою рід ств дісталося в 1410 р. за участь Мосендза-Литвина в бою під Грюнвальдом. Пізніше рід сполонізувався. Одного з представників роду за участь в антиросійському повстанні Костюшка вислали в Сибір. За Олександра І йому дозволили повернутися лише на Україну, де поселили на Київщині т. зв. «государственным крестьянином».
- Леонід Маркович Мосендз (* 2 жовтня 1897, Могилів-Подільський, Вінницька область,— † 14 жовтня 1948, Бльонау, Швейцарія) — український поет, прозаїк, есеїст, гуморист.
- Ольга Павлівна Мосендз (у шлюбі Пирогова) (15 вересня 1937, Кривохижинці, Вінницька область,— † 16 травня 2004, Дунаївці, Хмельницька область) — лікар-фтизіатр, останній головний лікар Дунаєвецького протитуберкульозного медичного диспансеру (обіймала посаду у 1973—2004 роках), удостоєна звань ветеран праці, відмінник охорони здоров'я за сумлінне виконання професійних обов'язків, краєзнавець, фермер, філантроп, літературознавець та книжковий колекціонер (бібліофіл). На її честь у 2016 році створено громадську організацію "Фундація Мосендз".
- Геннадій "Мосендз" Угольніков (15 листопада 1986, Харків, Українська РСР) — засновник громадської організації "Фундація Мосендз" з метою всебічного дослідження прізвища та роду Мосендзів. Крім того з 2016 року "Фундація Мосендз" також реалізувала кілька медійних проектів, спрямованих на збереження історичної й культурної пам'яті та популяризацію села Кривохижинці та Дунаєвеччини (проект "Дунаєвеччина туристична"). В період з 2016 по 2021 роки здійснено ряд дослідницьких експедицій Дунаєвеччиною та Вінниччиною для збору інформації про історичний спадок регіонів, їх поточний стан та перспективи розвитку. Суміжним напрямком діяльності також стала популяризація спорту та здорового способу життя. Зокрема, з 2015 року "Фундація Мосендз" відновлювала історичну довідку та забезпечувала медійну підтримку футбольних клубів міста Дунаївці (ФК "Дунаївці" під різними його назвами).
- Луїза Олександрівна Мосендз (нар. 12.09.1960 р., Київ, Українська РСР) — російська актриса українського походження. Працює в Московському академічному театрі сатири.
- Аліна Мосендз (нар. 25 лютого)  — журналістка-міжнародниця, медіа тренерка, перекладачка з досвідом роботи у таких ресурсах як Deutsche Welle та Голос Америки.